# 19417 Madelynho
19417 Madelynho este o planetă minoră (asteroid) din centura de asteroizi. A fost descoperită pe 20 martie 1998 la Experimental Test Site⁠(d) de Lincoln Near-Earth Asteroid Research. 
Obiectul prezintă o orbită caracterizată de o semiaxă mare de 2,4257722 UAi, o excentricitate de 0,11, o înclinație de 1,13058 ° în raport cu ecliptica.